# Aerospool WT9 Dynamic
El Aerospool WT9 dinámic es un ultraligero eslovaco, diseñado y producido por la compañía aeronáutica  Aerospool en la ciudad de Prievidza. El avión se suministra como avión monomotor de doble asiento y ala baja, diseñado para el entrenamiento de vuelo, aunque también es usado para vuelo privado.

## Diseño y Desarrollo
El avión fue diseñado para cumplir con las normas de la Fédération Aéronautique Internationale de ultraligeros de Estados Unidos y las normas de avionetas deportivas del Reino Unido, RAC Sección "S". Cuenta con un diseño de ala baja, dos asientos en configuración lado a lado, tren de aterrizaje, triciclo fijo o retráctil y un solo motor. Está construido con fibra de carbono. Los motores estándar disponibles son los Rotax 912ULS de 100 hp (75 kW), Rotax 912iS [ 3 ] y el Rotax 914 de 4 tiempos y 115 hp (86 kW). También trae de forma opcional un gancho para remolcar planeadores.

## Especificaciones

### Características generales
- Tripulación: 2 (Estudiante e instructor)
- Longitud: 6,40 m (21.0 pies)
- Envergadura: 9,0 m (29.6 pies)
- Altura: 2.00 m (6 pies 7 pulg)
- Superficie alar: 10,35 m² (111,4 ft²)
- Peso vacío: 264 kg (582 lb)
- Peso cargado: 450 kg (992 lb)
- Planta motriz: 1× Motor de cilindros opuestos, con inyección de combustible. ROTAX.
- Hélices: 1× 3 palas de velocidad constante por motor.

### Rendimiento
- Velocidad crucero (Vc): 108 kn nudos (124 mph, 200 km / h)
- Velocidad de entrada en pérdida (Vs): 35 kias (40 mph, 65 km / h)
- Alcance: 1600 km (864 nmi)
- Radio de acción: km
- Alcance en combate: km
- Alcance en ferry: km